# Frei geboren – Königin der Wildnis
Frei geboren – Königin der Wildnis ist ein britischer Abenteuerfilm aus dem Jahr 1966, der auf dem 1960 erschienenen Roman Born Free von Joy Adamson basiert.

## Handlung
Der Wildhüter George Adamson arbeitet in Kenia. Er muss einen menschenfressenden Löwen erschießen. Als er von der Gefährtin des Löwen angegriffen wird, muss er auch sie töten. George bringt drei Löwenjunge nach Hause. Seine Frau Joy zieht die Löwenkinder auf. Sie bringt sie sogar dazu, Milch zu sich zu nehmen. Elsa, die kleinste der drei Löwenkinder, hängt besonders an ihrer Pflegemutter.
Bald ist die Zeit gekommen, an dem die Löwenkinder an einen Zoo weitergegeben werden müssen. Doch George erkennt das Leid seiner Frau und schickt nur die beiden älteren in den Zoo. Elsa bleibt bei den Adamsons und wird zu einem Teil der Familie. Sie kann sich frei im Haus bewegen und hat auch die Möglichkeit, durch die Savanne zu streifen. Als Elsa ausgewachsen ist, wird sie zu einem Grund der Besorgnis für die Bewohner in der Umgebung. Der Bevollmächtigte des Distrikts schlägt vor, Elsa nun doch an einen Zoo zu geben.
Joy will, dass Elsa in Freiheit bleibt. Sie bekommt zwei Monate Zeit, dem Tier das Leben in der Savanne beizubringen. Elsa ist zahm und hat noch nie für ihre Nahrungsaufnahme töten oder sich selbst verteidigen müssen. Für die Adamsons ist es schwer, der Löwin die Dinge beizubringen, die ihr das Überleben in der Wildnis sichern sollen. Bei ihrer ersten Jagdlektion wird sie von einem Warzenschwein in die Flucht geschlagen.
Den Adamsons gelingt es, Elsa auf ein Leben ohne menschliche Obhut vorzubereiten. Am Anfang der Brunftzeit wird Elsa in die Wildnis entlassen. Ein Jahr später, nachdem die Adamsons von einem Aufenthalt in England nach Kenia zurückgekehrt sind, erscheint Elsa im Camp. Sie hat ihre eigenen drei Jungen dabei. Sie verbringt den Tag mit ihren Menschenfreunden und kehrt danach zu ihrem Gefährten zurück.

## Kritiken
Das Lexikon des internationalen Films beschrieb den Film als sympathische, durch das drollige Spiel der Jungtiere und viele humorvolle Situationen ansprechende Familienunterhaltung.
Die Filmzeitschrift Cinema lobte den Film als einen Naturfilmklassiker.
Vincent Canby von der New York Times schrieb, es sei schon bei der Eröffnungssequenz klar, dass das Bestseller-Buch ehrlichen und intelligenten Filmemachern anvertraut worden sei.
Auch die Variety war angetan. Der Film sei eine herzerwärmende Geschichte. Die Produzenten haben eine Umsetzung geschaffen voller liebevoller Sorgfalt und mit solidem emotionalem Anspruch, der selten banal werde.
Voll des Lobes zeigt sich auch der Evangelische Film-Beobachter. Sein Fazit lautet: „Ein vor allem auf Grund einmaliger Tieraufnahmen und seiner liebenswerten ‚Hauptdarsteller‘ bezaubernder Film, der Kindern und Erwachsenen wärmstens empfohlen werden kann.“

## Auszeichnungen
Der Film erhielt mehrere Auszeichnungen und Nominierungen:
Academy Awards 1967
- Oscar in der Kategorie Beste Filmmusik: John Barry
- Oscar in der Kategorie Bester Song für das Lied Born Free von John Barry (Melodie) und Don Black (Text)

Golden Globe Award 1967
- Nominiert in der Kategorie: Bester Film (Drama)
- Nominiert in der Kategorie: Beste Hauptdarstellerin (Drama): Virginia McKenna
- Nominiert in der Kategorie: Bester Filmsong: John Barry

Grammy Awards 1967
- Nominiert in der Kategorie: Grammy Award for Best Score Soundtrack for Visual Media: John Barry

Laurel Award 1967
- Laurel Award in der Kategorie Sleeper of the Year
- Laurel Award für das Lied Born Free (3. Platz)
- 5. Platz für Virginia McKenna als beste Hauptdarstellerin in einem Drama

Genesis Award 1990
- Genesis Award in der Kategorie bester Klassiker

Directors Guild of America Award 1967
- DGA Award in der Kategorie DGA Award for Outstanding Directorial Achievement in Motion Pictures: John Hill

## Hintergrund
Die Premiere fand am 14. März 1966 in London im Rahmen einer Royal Film Performance statt. In der Bundesrepublik Deutschland kam er am 22. April 1966 in die Kinos. In der DDR war er am 4. Juli 1969 unter dem Titel Königin der Wildnis erstmals in den Kinos zu sehen.
Drehorte waren der Meru-Nationalpark und das Shaba-Nationalreservat in Kenia.
Für John Barry war es der erste Gewinn eines Oscars. Er war auch der erste englische Komponist, der beide Oscars in den Musikkategorien gewinnen konnte. Das Lied, das nur in der US-Version zu hören ist, wurde von Matt Monro gesungen.
Die 1910 in Österreich als Friederike Viktoria Gessner geborene Joy Adamson zog mit ihrem ersten Ehemann aus Furcht vor dem Naziregime (ihr Mann war Jude) nach Kenia. Dort ließ sie sich von ihm scheiden. Nach einer weiteren erfolglosen Ehe heiratete sie 1944 den Wildhüter George Adamson. Die von ihnen aufgezogene Löwin Elsa war für Joy Adamson die Protagonistin ihrer dreiteiligen Buchreihe (Born Free, Living Free und Forever Free). 1980 fiel Joy Adamson einem Mord zum Opfer, verübt von einem kenianischen Arbeiter. Auch ihr Mann George wurde ermordet. Er starb 1989 bei der Jagd nach Wilddieben.
Virginia McKenna und Bill Travers, die das Ehepaar Adamson darstellten, waren auch real verheiratet. Beide verzichteten bei den Dreharbeiten auf Doubles und arbeiteten selber mit den Löwen vor der Kamera. Der oscarprämierte Dokumentarfilmer James Hill wollte keine abgerichteten Tiere, sondern legte Wert darauf, dass die Löwen eingefangen wurden. Über 3.000 Tiere wurden gefilmt, nur ca. ein Dutzend waren letztendlich im Film dann zu sehen. Hill verzichtete auf Trickaufnahmen und ließ die ganze Produktion hinter dickem Stacheldraht filmen. Da die Tiere sich natürlich an keinen Zeitplan hielten, dauerten die Dreharbeiten insgesamt über 42 Wochen.
1972 entstand die Fortsetzung Drei Strolche in der Wildnis – Frei geboren II mit Nigel Davenport und Susan Hampshire als Ehepaar Adamson. Auch Geoffrey Keen war wieder dabei. Die Regie übernahm Jack Couffer. Diana Muldaur und Gary Collins spielten das Paar 1974 in der britischen TV-Serie Born Free. 1996 inszenierte Tommy Lee Wallace den Fernsehfilm Born Free – Frei geboren (Born Free – The New Adventures) für den Sender ABC.
Der Dokumentarfilm The Lions Are Free, den James Hill und Bill Travers 1969 drehten, zeigt das weitere Leben Elsas. Für den Film suchten Bill Travers, Virginia McKenna und George Adamson die Löwin in ihrem Revier auf.
Die von den Hauptdarstellern McKenna und Travers gegründete Tierschutzorganisation Born Free Foundation wurde nach dem Film benannt.